# General Aircraft Hamilcar
General Aircraft Limited GAL. 49 Hamilcar hay Hamilcar Mark I là một loại tàu lượn quân sự cỡ lớn của Anh trong Chiến tranh thế giới II. Nó được thiết kế để chở hàng hạng nặng như xe tăng Tetrarch hoặc M22 Locust.

## Quốc gia sử dụng
Anh Quốc
- Lục quân Anh
- Không quân Hoàng gia

## Tính năng kỹ chiến thuật
Dữ liệu lấy từ Jane's All The World's Aircraft 1945-1946
Đặc điểm tổng quát
- Kíp lái: 2
- Sức chứa: 7 tấn
- Chiều dài: 68 ft (20,73 m)
- Sải cánh: 110 ft (33,53 m)
- Chiều cao: 20 ft 3 in (6,17 m)
- Diện tích cánh: 1.657,5 ft2 (153,98 m²)
- Trọng lượng rỗng: 18.400 lb (8.346 kg)
- Trọng lượng cất cánh tối đa: 36.000 lb (16.329 kg)

 Hiệu suất bay 
- Tốc độ không vượt quá: 187 mph (300 km/h)
- Vận tốc cực đại: 150 mph (240 km/h)
- Vận tốc tắt ngưỡng: 65 mph (105 km/h)
- Tải trên cánh: 22,37 lb/ft² (109,2 kg/m²)